# Таракановка (приток Екатерингофки)
Тарака́новка — река на западе Санкт-Петербурга, приток Екатерингофки. Движение маломерных судов по реке запрещено.

## Этимология
Названа в 1785 году по фамилии владельцев одного из местных заводов. Одно из первых названий реки — Ромойоки (фин. Rämejoki), переделанное в Романовку. С 1757 по 1768 гг. носила названия Металловка, затем Чечериновка. Первое связано с тем, что на её берегах присутствовали чугунолитейные заводы и мастерские. Второе — по фамилии одного из местных землевладельцев.

## История

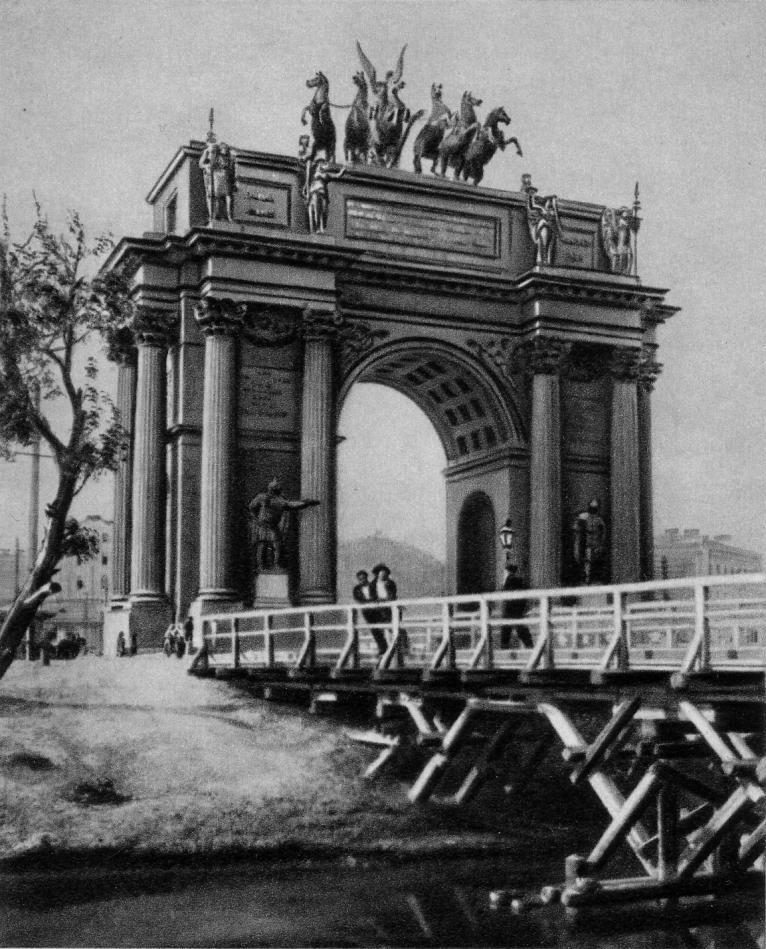
Река Таракановка в районе Нарвских ворот (1910)

Первоначально Таракановка вытекала из Фонтанки у Старо-Калинкина моста (где располагалась ижорская Калинкина деревня), дальнейшее русло шло вдоль современной улицы Циолковского. Нынешнее русло Обводного канала Таракановка пересекала в районе Таракановского моста. На месте площади Стачек в реку впадал приток Тентелевка (по имени расположенной здесь деревни Тентеля). Таким образом, первоначально Таракановка представляла собой протоку в дельте Невы, отделяя появившийся в 1711 году Екатерингоф от материка. В XIX веке река Таракановка была частью границы города и его пригородного Петергофского участка. Нарвские ворота в 1814 году были возведены на въезде в город, близ реки Таракановки.
Так же, по реке проходил путь доставки грузов к стоящим вдоль нее заводам.
В 1906 году участок реки от Фонтанки до Обводного канала (длиной примерно километр) был засыпан, а по нему прошла Таракановская улица (с 1952 года — улица Циолковского). В 1920-х годах был засыпан и участок от Обводного канала до Бумажного (1,5 км) вместе с единственным притоком.
По Таракановке проходит граница между Адмиралтейским и Кировским районами Санкт-Петербурга.

## Географические сведения
Начинается от Бумажного канала (Сутугин мост), течёт на юго-запад, являясь южной границей парка Екатерингоф, впадает в Екатерингофку. Современная длина — 1,1 км, ширина 25—30 м, глубина 0,5—1,5 м.

## Мосты
- Первый Таракановский — по набережной реки Фонтанки. Присутствует на плане Санкт-Петербурга 1821 года. Разобран.
- Второй Таракановский — по оси Рижского проспекта. Построен в 1798 году. Был деревянным. Разобран.
- Третий Таракановский — по нечётной стороне набережной Обводного канала. Присутствует на плане 1851 года как Таракановский Обводной мост. Разобран.
- Четвёртый Таракановский — по чётной стороне набережной Обводного канала. Имеется на плане 1829 года под наименованием Екатерингофский мост (существующий сегодня под таким названием мост перекинут через реку Екатерингофку и получил своё наименование только в 1920-е годы). Впоследствии назывался также Выгонным мостом. Разобран.
- Пятый Таракановский — на Нарвской заставе (современная площадь Стачек). Присутствует на плане 1786 года как Чичериновский мост (река Таракановка на этом плане обозначена под своим вторым названием — Чечериновка). Разобран.
- Молвинский — по оси Лифляндской улицы и улицы Калинина.

Первый, Второй и Третий Таракановские мосты были разобраны в 1905 году при засыпке участка от Фонтанки до Обводного канала. Четвёртый и пятый мосты — в 1920-е годы при засыпке участка от Обводного до Бумажного каналов. Ныне существующий Таракановский мост — через Обводный канал.

## Достопримечательности
- Парк Екатерингоф
- Стадион «Кировец»